# BeReal
BeReal (stilizzato BeReal.) è un social network francese lanciato nel 2020, sviluppato da Alexis Barreyat e Kevin Perreau.
L'applicazione ha registrato un notevole incremento di iscrizioni e di notorietà durante il secondo semestre del 2022.
La sua caratteristica principale è quella di inviare agli utenti una notifica quotidiana ad un orario casuale, in cui invita gli stessi entro due minuti a condividere una foto con la fotocamera frontale e posteriore. 

## Storia
L'applicazione è stata sviluppata da Alexis Barreyat, ex dipendente della GoPro a Monaco, Germania, e Kévin Perrau, laureato nel modulo 42 a Parigi. Inizialmente rilasciata nel 2020, ha guadagnato diffusa popolarità a partire dall'inizio del 2022. Da subito si è ampiamente diffusa nei campus universitari, in parte grazie ad un programma a pagamento di ambasciatori. Nell'agosto 2022 l'applicazione contava più di 10 milioni di utenti attivi giornalmente, e 21.6 milioni di utenti attivi mensilmente. Nel febbraio 2023 l'applicazione ha raggiunto i 13 milioni di utenti attivi giornalmente, e 47.8 milioni di utenti attivi mensilmente.
A giugno 2022, BeReal ha ricevuto un finanziamento di 30 milioni di dollari da Andreessen Hoeowitz e Accel. A maggio 2022 BeReal si è assicurato un finanziamento di 85 milioni di dollari grazie a Yuri Milner (DST Global), aumentando la sua valutazione a circa 600 milioni di dollari.
Il 25 luglio 2022, BeReal ha raggiunto l'apice della lista di applicazioni gratuite della Apple nell'app store di iOS, rimanendovi fino a settembre 2022.
Nella primavera 2023, lo slancio dell'app ha iniziato a scemare, in quanto gli utenti giornalieri sono diminuiti di 6 milioni, partendo da 15 milioni a ottobre 2022.
A giugno 2024, BeReal è stata acquistata dalla compagnia francese Voodoo, per una somma di 500 milioni di euro. Alexis Barreyat si dimetterà dopo un periodo di transizione.

## Caratteristiche
Una volta al giorno, BeReal avvisa simultaneamente tutti gli utenti che è aperta una finestra di due minuti per pubblicare. Chiede agli utenti di creare un post (noto con l'omonimo nome "BeReal") che, utilizzando foto simultanee obbligatorie e ora brevi video provenienti sia dalla fotocamera anteriore che da quella posteriore, fornisce una rappresentazione visiva di ciò che stanno facendo in quel momento, con l'opzione di aggiungere una didascalia al post. L'orario della finestra specificata per pubblicare varia di giorno in giorno e non è nota agli utenti prima della ricezione della notifica.
Una volta inviata la notifica giornaliera, gli utenti perdono la possibilità di vedere i BeReal degli altri del giorno precedente. Inoltre, gli utenti non possono vedere nessuno dei BeReal del giorno corrente finché non caricano il proprio. Mentre i BeReal puntuali mostrano l'ora in cui è stato caricato, i BeReal caricati in ritardo dopo la finestra di due minuti mostrano solo quanto è in ritardo il post. Gli altri utenti possono anche vedere quanti tentativi ha impiegato l'utente per scattare la foto del BeReal, così come la loro posizione quando è stato scattato il BeReal. Gli utenti hanno solo una possibilità per eliminare il proprio BeReal e pubblicarne un altro, e in passato non erano in grado di pubblicarne più di uno alla volta. Tuttavia, nel 2023, è stata aggiunta una funzionalità che consente agli utenti di pubblicare fino a due BeReal aggiuntivi nei giorni in cui pubblicano il loro primo BeReal entro la finestra di 2 minuti. Per ora, questa funzione Bonus BeReal è disponibile solo in alcune regioni. BeReal presenta anche una sezione "Scoperta", in cui agli utenti viene data la possibilità di condividere i post con un pubblico molto più ampio. Questa funzionalità, tuttavia, è limitata, poiché gli utenti non sono in grado di interagire con i post tramite commenti, a differenza della funzionalità "I miei amici".
L'app non prevede un processo esplicito di moderazione delle immagini e quindi non impedisce agli utenti di pubblicare foto inappropriate. Tuttavia, esiste una funzione di segnalazione che consente agli utenti di segnalare una foto o un altro utente se pubblica contenuti inappropriati.

### Confronto con altre piattaforme
A causa del suo ciclo quotidiano di coinvolgimento, è stato paragonato a Wordle, che ha guadagnato popolarità all'inizio del 2022. Supporta anche una piattaforma simile a Snapchat con un tema di impermanenza e brevità.
BeReal è stato descritto come progettato per competere con Instagram e allo stesso tempo de-enfatizzare la dipendenza e l'uso eccessivo dei social media. L'app non consente l'utilizzo di filtri fotografici o altre modifiche e non ha pubblicità o conteggi di follower. Il materiale di marketing dell'azienda avverte che l'app "può creare dipendenza", ma afferma anche che "BeReal non ti renderà famoso". Jacob Arnott, amministratore delegato dell'agenzia sociale We the People, descrive BeReal come "un anti- Instagram" per la sua natura cruda e inedita.
Il fondamento dell'app sugli amici piuttosto che sui follower ricorda la piattaforma di Facebook per aggiungere amici, che comprendono il contenuto del feed di un utente. Questo assomiglia anche alla funzione storia degli "amici intimi" di Instagram. Inoltre, invece di "mettere mi piace" ai post, BeReal utilizza "RealMojis" che implica scattare una foto per interagire con altri post.
Con la popolarità di BeReal, altri provider hanno lanciato funzionalità simili. Nel luglio 2022 Instagram ha lanciato una funzionalità "Doppia fotocamera" simile a BeReal e nell'agosto 2022 ha iniziato a testare una funzionalità simile chiamata "IG Candid Challenges" in cui agli utenti viene richiesto di pubblicare una volta al giorno entro due minuti. Da settembre 2022, TikTok ha lanciato anche una funzionalità chiamata TikTok Now, seguendo lo stesso concetto.
Nel dicembre 2022, simile a "Wrapped" di Spotify, BeReal ha lanciato una funzionalità che coinvolgeva un video di una raccolta di post BeReal degli utenti del 2022.
Inoltre, l'app non viene monetizzata attraverso la pubblicità, a differenza di molte altre piattaforme di social media, il che porta a richiedere informazioni su come verrà finanziata l'app. Si ipotizza che l'app alla fine richieda un abbonamento, ma la storia di questo percorso non ha avuto particolare successo con altre app, come "Blue", l'offerta di Twitter verso un prodotto in abbonamento.

## Caratteristiche dell'utente
BeReal è considerato rivolto agli utenti della Generazione Z e tenta di ridurre al minimo la "stanchezza dei social media", una sensazione di intorpidimento e disconnessione dalla realtà causata dalla costante interazione con una versione idealizzata degli altri. Questo è un "valore generazionale fondamentale" che questo gruppo demografico detiene rispetto ai Millennial. Inoltre, gli utenti di BeReal sono stati particolarmente forti nelle università e negli studenti in età universitaria, e la maggior parte degli utenti si trova negli Stati Uniti, nel Regno Unito e in Germania. Nel 2022, la maggior parte degli utenti erano donne, con il 43,2% degli utenti nella fascia di età compresa tra 16 e 25 anni e il 55,1% degli utenti tra 26 e 44 anni.

## Criticità
Alcune persone pubblicano regolarmente dopo la scadenza della notifica di due minuti, il che ha portato ad alcune critiche all'app, poiché la possibilità di pubblicare in ritardo mina i suoi obiettivi di autenticità. Inoltre, si sostiene che la finestra giornaliera di due minuti di BeReal contribuisca all'affaticamento dei social media e al bisogno di auto-esposizione, nonché all'accesso costante ai telefoni.

## Uso aziendale
Come con molti altri social media, la popolarità di BeReal ha portato ad impatti sul posto di lavoro. Dato che BeReal mira a raggiungere pochi segmenti senza diventare virale, il suo ruolo sul posto di lavoro è diverso da quello di Instagram o TikTok poiché le aziende hanno meno probabilità di utilizzare BeReal con successo come strumento promozionale. Tuttavia, i post di BeReal dei dipendenti potrebbero essere utili per il marketing e le aziende possono trarne vantaggio poiché attirano i millennial e la Generazione Z.
La piattaforma di BeReal porta anche a problemi di privacy e riservatezza. I dipendenti possono condividere materiale riservato o potenzialmente danneggiare la reputazione del proprio datore di lavoro attraverso i loro post.
Per quanto riguarda la collaborazione con altre società, BeReal ha pubblicato un messaggio rivolto alla stampa affermando che "lavorare con i marchi non è la [loro] priorità" e che il loro scopo è connettere gli utenti piuttosto che monetizzare l'app.